# القولاد
ال-قولاد یک منطقهٔ مسکونی در یمن است که در استان صنعا واقع شده‌است.